# دمارلیو براون استرلینگ
دمارلیو براون استرلینگ (انگلیسی: De'Marlio Brown-Sterling؛ زادهٔ ۱۲ سپتامبر ۲۰۰۱) بازیکن فوتبال است.
از باشگاه‌هایی که در آن بازی کرده‌است می‌توان به باشگاه فوتبال بولتون واندررز اشاره کرد.